# Salisbury (album)
Pour les articles homonymes, voir Salisbury.
Albums de Uriah Heep
Very 'eavy... Very 'umble
(1970) Look at Yourself
(1971)
Singles
1. Lady in Black
Sortie : janvier 1971
2. High Priestess
Sortie : mars 1971

Salisbury est le second album du groupe de rock britannique Uriah Heep. Il est sorti en janvier 1971 sur le label Bronze Records et a été produit par Gerry Bron.

## Historique
Enregistré comme son prédécesseur, Very 'eavy... Very 'umble, dans les studios Lansdowne à Londres, cet album s'aventure dans le rock progressif, notamment avec le titre qui donne son nom à l'album, une pièce de plus de seize minutes enregistrée avec un orchestre composé de 22 musiciens. L'album est produit par Gerry Bron.
Quelques-unes des chansons de l'album furent composées et répétées dans un pub, le Fox & Hounds dans le quartier de Chiswick à Londres. Le titre The Park fut écrit par Ken Hensley sur un harmonium dans une maison à Hambourg où le groupe avait séjourné entre deux tournées. Il écrivit et chanta le titre Lady in Black qui devint un hit dans les charts en Allemagne (# 5) et en Suisse (# 6) lorsqu'il fut réédité en 1977. Cette chanson reçut en Allemagne le prix du Lion d'Or de Radio Luxembourg (équivalent allemand des Grammy Awards) en 1977, et fut aussi utilisée dans les écoles allemandes pour enseigner la langue anglaise.
Keith Baker, qui avait remplacé Nigel Olsson à la batterie pour l'enregistrement de cet album, quitta à son tour le groupe peu après la sortie de l'album et fut remplacé par Ian Clarke transfuge de Cressida, un autre groupe du label Vertigo. C'est avec lui que le groupe fit sa première tournée américaine avec Three Dog Night et Steppenwolf
La pochette représente un char Chieftain britannique avançant de face. Salisbury Plain est le nom d'un plateau du sud de l'Angleterre où est situé le Stonehenge, mais aussi un champ militaire.
La pochette ainsi que l'ordre des titres de l'édition nord-américaine étaient différents.

## Personnel
- David Byron – chant
- Mick Box – guitare, chœurs
- Ken Hensley – guitare, guitare slide, chant sur Lady in Black, clavecin, orgue, vibraphone, chœurs
- Paul Newton - basse
- Keith Baker – batterie

## Liste des titres

### Album original
Face 1
| No | Titre         | Crédit(s)                            | Durée |
| -- | ------------- | ------------------------------------ | ----- |
| 1. | Bird of Prey  | Mick Box / David Byron / Paul Newton | 4:13  |
| 2. | The Park      | Ken Hensley                          | 5:38  |
| 3. | Time to Live  | Hensley                              | 4:01  |
| 4. | Lady in Black | Hensley                              | 4:44  |

Face 2
| No | Titre          | Crédit(s)             | Durée |
| -- | -------------- | --------------------- | ----- |
| 1. | High Priestess | Hensley               | 3:42  |
| 2. | Salisbury      | Box / Byron / Hensley | 16:22 |

## Charts

### Album
| Pays                          | Durée du classement | Meilleur classement | Date            |
| ----------------------------- | ------------------- | ------------------- | --------------- |
| Allemagne (GfK Entertainment) | 4 semaines          | 31e                 | 15 avril 1971   |
| Australie (GO-Set Magazine)   | 1 semaine           | 19e                 | 10 juillet 1971 |
| France (SNEP)                 | 1 semaines          | 285e                | 5 mai 2014      |
| États-Unis (Billboard 200)    | 9 semaines          | 103e                | 6 mars 1971     |

### Singles
| Single        | Chart                 | Durée du classement | Position | Date             |
| ------------- | --------------------- | ------------------- | -------- | ---------------- |
| Lady in Black | (SA Charts)           | 12 semaines         | 6e       | 19 mai 1978      |
| Lady in Black | (Single Top 100)      | 44 semaines         | 5e       | 26 décembre 1977 |
| Lady in Black | (Schweizer Hitparade) | 12 semaines         | 6e       | 18 février 1978  |